# Wadym Prystajko

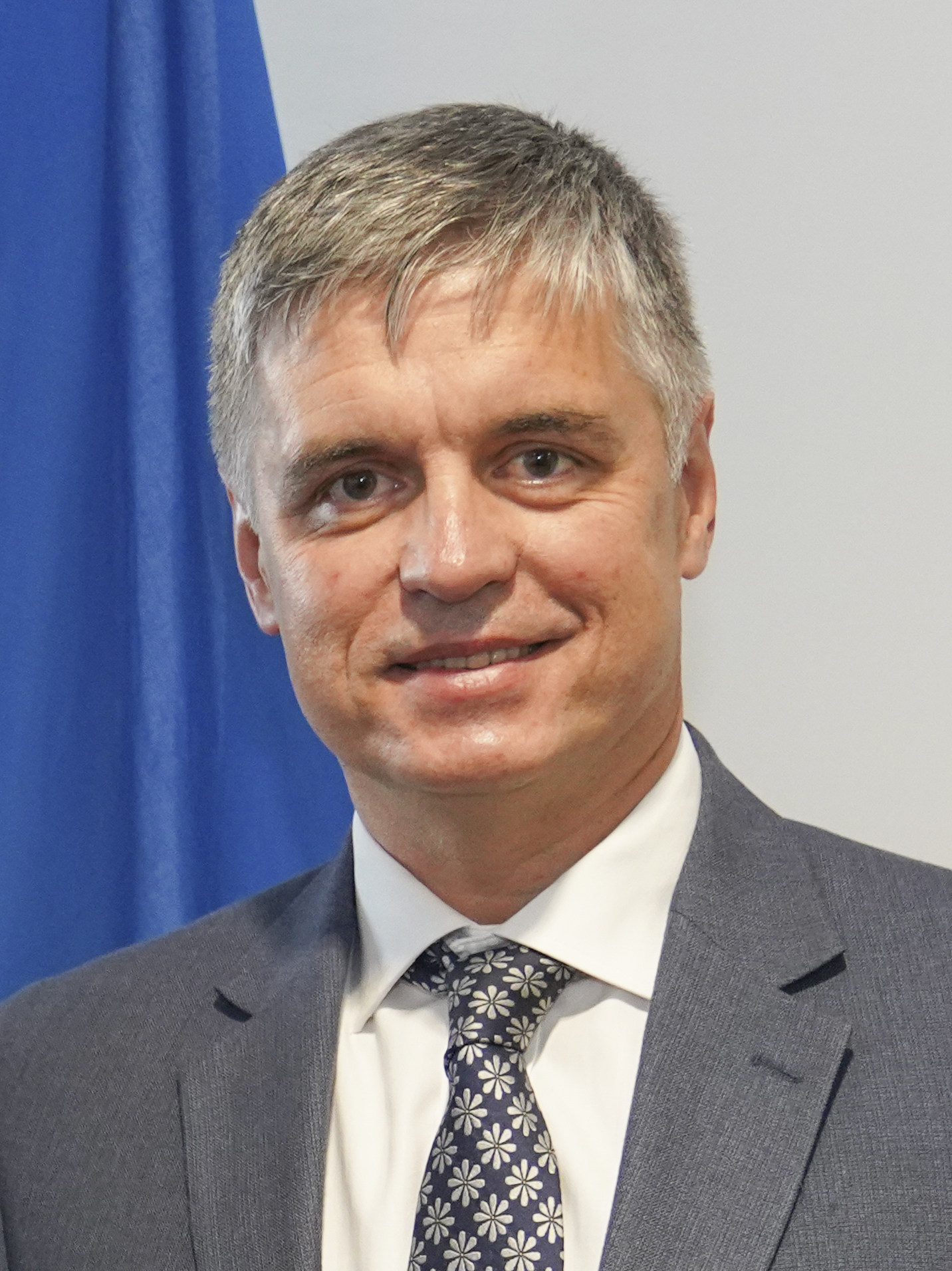
Wadym Prystajko (2023)

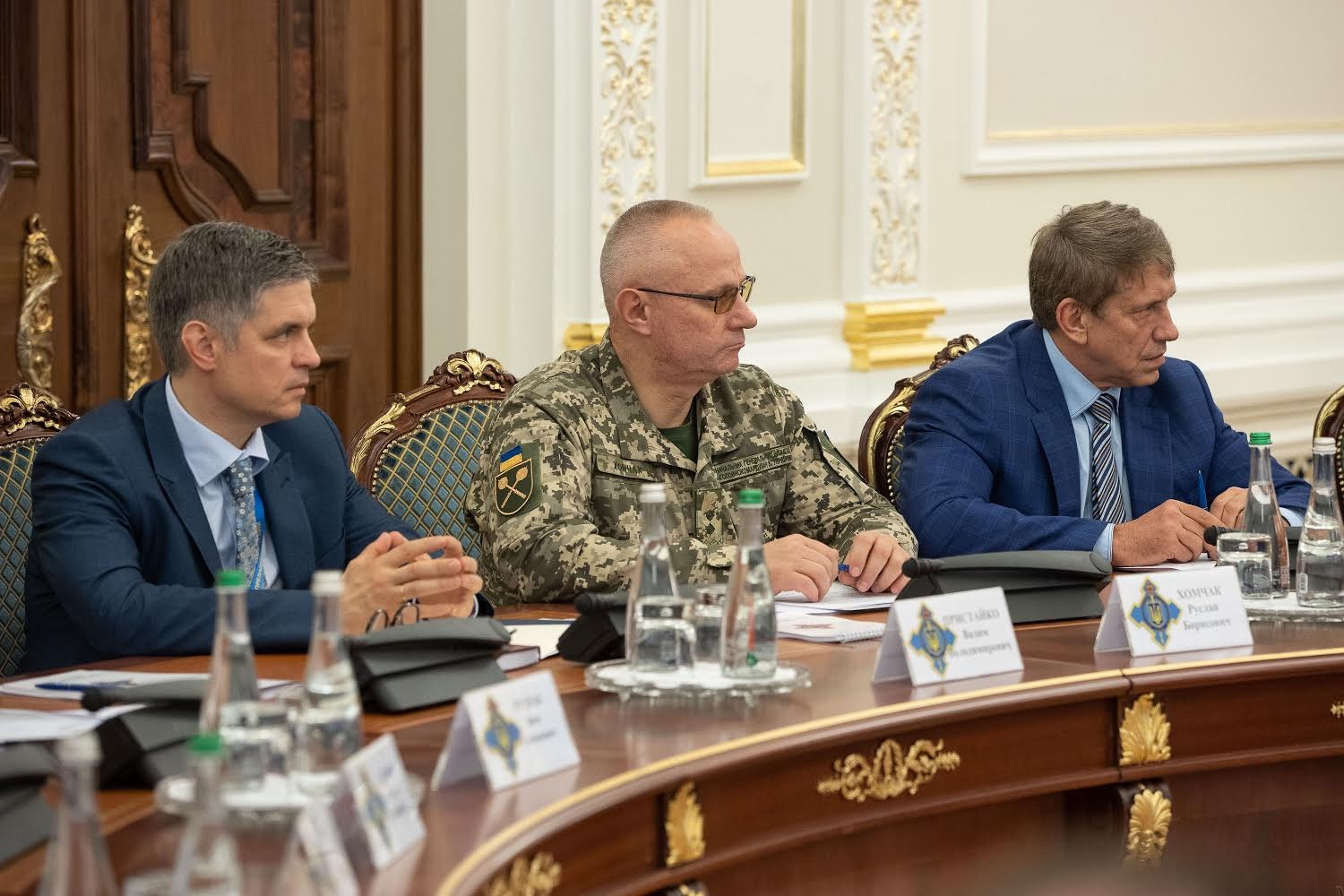
Prystajko (links) bei einer Sitzung der Mitglieder des Nationalen Sicherheits- und Verteidigungsrates zum Thema Energiesicherheit (2019)

Wadym Wolodymyrowytsch Prystajko (ukrainisch Вадим Володимирович Пристайко; wiss. Transliteration Vadym Volodymyrovyč Prystajko; * 20. Februar 1970 in Odessa, Ukrainische SSR; Sowjetunion) ist ein ukrainischer Diplomat und Politiker. 2014 wurde Prystajko stellvertretender Außenminister und zwischen dem 29. August 2019 und dem 4. März 2020 war er Außenminister der Ukraine. Nach einer Kabinettsumbildung am 4. März 2020 wurde er Stellvertretender Ministerpräsident und Minister für europäische Integration. Von Juli 2020 bis Juli 2023 war er Botschafter der Ukraine im Vereinigten Königreich.

## Leben
1994 absolvierte er das Kiewer Polytechnische Institut und 1998 die Ukrainische Akademie für Außenhandel mit einem Master-Abschluss. Vor seiner Beamtenkarriere arbeitete er von 1993 bis 1994 als Mitbegründer der Informationsgesellschaft „Electronic News“.
Seine Karriere im Staatsdienst begann 1994 im Ministerium für Außenwirtschaft und Handel der Ukraine, im Amt für Handel und Wirtschaftsbeziehungen mit afrikanischen Ländern, Asien und dem Pazifikraum.
Er wechselte 1997 ins Außenministerium und wurde stellvertretender Leiter der Abteilung Asien und Pazifik des Fünften Territorialamts.
Von 2000 bis 2001 war er Konsul des Generalkonsulats der Ukraine in Sydney.
Von 2001 bis 2002 arbeitete er als Chefberater der Hauptabteilung für Außenpolitik in der Präsidialverwaltung von Präsident Kutschma und von 2002 bis 2006 war er politischer Berater und Chargé d’Affaires in den Angelegenheiten der Ukraine in Kanada.
Zwischen 2007 und 2009 war Prystajko stellvertretender Direktor der NATO-Abteilung des ukrainischen Außenministeriums, bevor ihn seine Karriere 2009 wieder nach Nordamerika führte. Zunächst als stellvertretender Leiter der Botschaft der Ukraine in den USA und ab 2012 als Botschafter der Ukraine in Kanada.
2014 wurde er zum stellvertretenden Außenminister der Ukraine befördert.
Ende März 2017 entließ das Kabinett unter Ministerpräsident Hrojsman den stellvertretenden Außenminister, um ihn auf einen neuen Posten zu befördern. Präsident Petro Poroschenko ernannte Prystajko im folgenden Juli zum Leiter der ukrainischen Mission bei der NATO.
Am 22. Mai 2019 wurde Prystajko vom neu gewählten Präsidenten Wolodymyr Selenskyj per Dekret zum stellvertretenden Vorsitzenden der Präsidialverwaltung ernannt.
Nach dem Rücktritt von Außenminister Pawlo Klimkin vor der Inauguration Selenskyjs schlug der neue Präsident dem ukrainischen Parlament am 11. Juni 2019 Prystajko als neuen Außenminister der Ukraine vor. Am 6. September 2019 wurde er zudem Mitglied des Nationalen Sicherheits- und Verteidigungsrats der Ukraine. Nach einer Kabinettsumbildung am 4. März 2020 wurde er Stellvertretender Ministerpräsident und Minister für europäische Integration im Kabinett Schmyhal.
Von Juli 2020 bis zu seiner Entlassung im Juli 2023 war Prystajko der Botschafter der Ukraine im Vereinigten Königreich. In diesem Amt folgte ihm Walerij Saluschnyj nach.
Prystajko spricht neben Ukrainisch Russisch und Englisch. Er ist verheiratet und hat zwei Söhne.